# Grand Bermuda
Grand Bermuda, auch Bermuda Island genannt, ist die Hauptinsel der westatlantischen Inselgruppe Bermuda. Im Zentrum der Insel liegt Hamilton, die Hauptstadt der Bermudas.
Die Form der eigenartig verbogenen Insel erinnert an einen schräg liegenden Angelhaken, dessen Öse vom Harrington Sound im Nordosten und dessen Haken vom Großen Sund im Südwesten gebildet wird. Im Nordosten grenzt die Insel an den Castle Harbour.
Grand Bermuda ist mit ihren Nachbarinseln (Somerset im Westen und Saint David’s im Nordosten) über Brücken bzw. Fahrdämme verbunden.